# Madan (upazila)
Madan (en bengali : মদন) est une upazila du Bangladesh dans le district de Netrokona. En 1991, on y dénombrait 117 613 habitants.